# Célia
Célia Regina Cruz, mais conhecida como Célia (São Paulo, 8 de setembro de 1947 – São Paulo, 29 de setembro de 2017), foi uma cantora brasileira.

## Carreira
Célia tornou-se conhecida através no programa "Um Instante, Maestro!", do apresentador Flávio Cavalcanti (1923-1986). Célia foi uma das mais promissoras revelações da música brasileira na primeira metade da década de 1970, quando cantoras começaram a fazer sucesso e atrair holofotes na esteira de Elis Regina.
A gravação mais conhecida era Onde estão os tamborins, feita na década de 1970. Vendeu mais de 70 mil cópias e ganhou diversos prêmios como o "Roquete Pinto" e o "Elena Silveira", além de vários discos de ouro.
Ficou quatro semanas liderando o programa Qual é a Música?.
Fez shows pelo Brasil, Itália, França e países da América Latina, chegando a fazer uma apresentação para o príncipe Rainier 3º em Mônaco. Escrevendo para o Yahoo!, Regis Tadeu publicou uma crítica neutra para a cantora em 2012: "A veterana cantora sempre teve uma voz privilegiada, mas um péssimo gosto na hora de escolher seu repertório." Célia marcou época como uma das vozes mais virtuosas de seu tempo, reconhecida por críticos, produtores e artistas pela sofisticação, segurança e refinamento musical.

## Morte
Após ficar internada por cerca de um mês, morreu na noite de 29 de setembro de 2017, em decorrência de um câncer.